# Джим Крісті
Джим Крісті (англ. Jim Cristy, 22 січня 1913 — 7 червня 1989) — американський плавець.
Призер Олімпійських Ігор 1932 року, учасник 1936 року.